# Limnophila wolffhuegeli
Limnophila wolffhuegeli är en tvåvingeart som beskrevs av Alexander 1940. Limnophila wolffhuegeli ingår i släktet Limnophila och familjen småharkrankar. Inga underarter finns listade i Catalogue of Life.